# Estación Isla Raza
Isla Raza es la décimo-sexta estación de la Línea 1 del Tren Ligero de Guadalajara en sentido norte a sur, y la quinta en sentido opuesto; es además una de las estaciones del tramo superficial sur en dicha línea.
La estación debe su nombre a que se encuentra en el cruce de Av. Colón con Av. Isla Raza. Su logo representa a un nativo amerindio y a un conquistador español encontrados frente a frente, con una isla en segundo plano, representando a dos distintas civilizaciones hermanando en un mismo continente.
Presta servicio a las colonias Jardines de San José y Lomas de Polanco

## Puntos de interés
- Centro Comercial Plaza Colón.
- Zona Comercial de Polanco.
- Parroquia de Santa María Magdalena.
- Parque de Santa María Magdalena.
- Parroquia de la Anunciación
- Unidad Deportiva Raza

- Datos: Q5921876